# P-елементи
p-блок в періодичній таблиці елементів — електронна оболонка атомів, валентні електрони яких з найвищою енергією займають p-орбіталь.
В p-блок входять останні шість елементів головної підгрупи, крім гелію (який перебуває в s-блоці). Даний блок містить всі неметали (виключаючи водень і гелій) і напівметали, а також деякі метали.
р-блок містить у собі елементи, які мають різні властивості, як фізичні, так і механічні. P-неметали — це, як правило, високореакційні речовини, що мають сильну електронегативність, p-метали — помірно активні метали, причому їх активність підвищується до низу таблиці хімічних елементів.